# Robert Siodmak
Robert Siodmak, född 8 augusti 1900 i Dresden, död 10 mars 1973 i Ascona i Schweiz, var en tysk filmregissör, som framförallt under 1940-talet regisserade flera Hollywoodfilmer.

## Biografi
Siodmak började sin filmkarriär i Tyskland 1930, men efter nazisternas maktövertagande 1933 flyttade han till Paris där han fortsatte karriären. Det förvärrade politiska läget gjorde att han flyttade till USA 1939; hans far hade varit amerikansk medborgare. Han gjorde särskilt många filmer i genren film noir, där Spiraltrappan tillhörde hans största framgångar.
Efter filmen Röde piraten 1952 återvände han till Tyskland och Europa där han regisserade filmer fram till 1969. Han gjorde ytterligare en film i Hollywood 1967, westernfilmen Slaget vid Little Big Horn.

## Filmografi i urval

### Regi
- 1931 – Till polisens förfogande
- 1933 – Brennendes Geheimnis
- 1935 – Livet i Paris
- 1937 – Mollenard
- 1944 – Misstänkt
- 1944 – Att älska så...
- 1944 – Döden kan ej vittna
- 1945 – Om tankar kunde döda
- 1945 – Spiraltrappan
- 1946 – Den mörka spegeln
- 1946 – Hämnarna
- 1948 – Ond stad
- 1949 – Allt eller intet
- 1949 – På liv och död
- 1950 – X - filmen om en farlig kvinna
- 1950 – Deporterad
- 1952 – Röde piraten
- 1954 – Spelet om kärleken och ödet
- 1955 – Råttorna
- 1957 – Djävulen kom om natten
- 1962 – Flykten från Östberlin
- 1967 – Slaget vid Little Big Horn